# Charlotte Alexandra
Charlotte Alexandra Mary Seeley (Inghilterra, 19 novembre 1954) è un'attrice britannica.
Iniziò la sua carriera cinematografica interpretando Teresa nei Racconti immorali di Walerian Borowczyk nel 1974. Venne poi scelta da Catherine Breillat per il ruolo della protagonista nel suo film L'adolescente del 1975, per il quale l'attrice è più nota.
Vi sono tracce della sua attività nel mondo del cinema tra il 1974 e il 1987.

## Filmografia

### Cinema
- Racconti immorali: Thérèse (1974)
- Les Baiseuses: la sorvelliante (1975)
- L'Acrobate di Jean-Daniel Pollet: Louise (1976)
- L'adolescente: Alice Bonnard (1976)
- Goodbye Emmanuelle: Chloe (1977)
- The Strange Case of the End of Civilization as We Know It : Miss Moneypacket (1977)
- Spookies: Adrienne (1987)
- Personal Services: Diane (1987)

### Televisione
- Just Good Friends: Georgina (1986)
- Lytton's Diary: Valerie Von Woldfenberg (1986)
- Tandoori nights: Yuppie (1986)